# Koelak (automerk)
De Koelak (Russisch: Кулак) was een Russische automobiel die gemaakt werd door ingenieur Koelak in 1910.
De auto werd gebouwd in Smolensk en is voor zover bekend de enige auto die hier gemaakt is. Koelak zou uiteindelijk slechts één exemplaar van de auto bouwen. Deze wagen was opgebouwd uit geïmporteerde delen, zoals de motor, en lokaal gebouwde delen, zoals het chassis. De auto was enigszins ouderwets, vanwege de gebruikte fietswielen en door de afwezigheid van een differentieel en een achteruitversnelling, wat toen al achterhaald was.